# Monophoraster
Monophoraster is een geslacht van uitgestorven zee-egels uit de familie Monophorasteridae. Vertegenwoordigers van dit geslacht zijn slechts als fossiel bekend.

## Soorten
- Monophoraster darwini (Desor, 1847) †
- Monophoraster duboisi (Cotteau, 1884) †
- Monophoraster telfordi Mooi, Martínez & Del Río, 2016 †